# 대각선 횡단보도

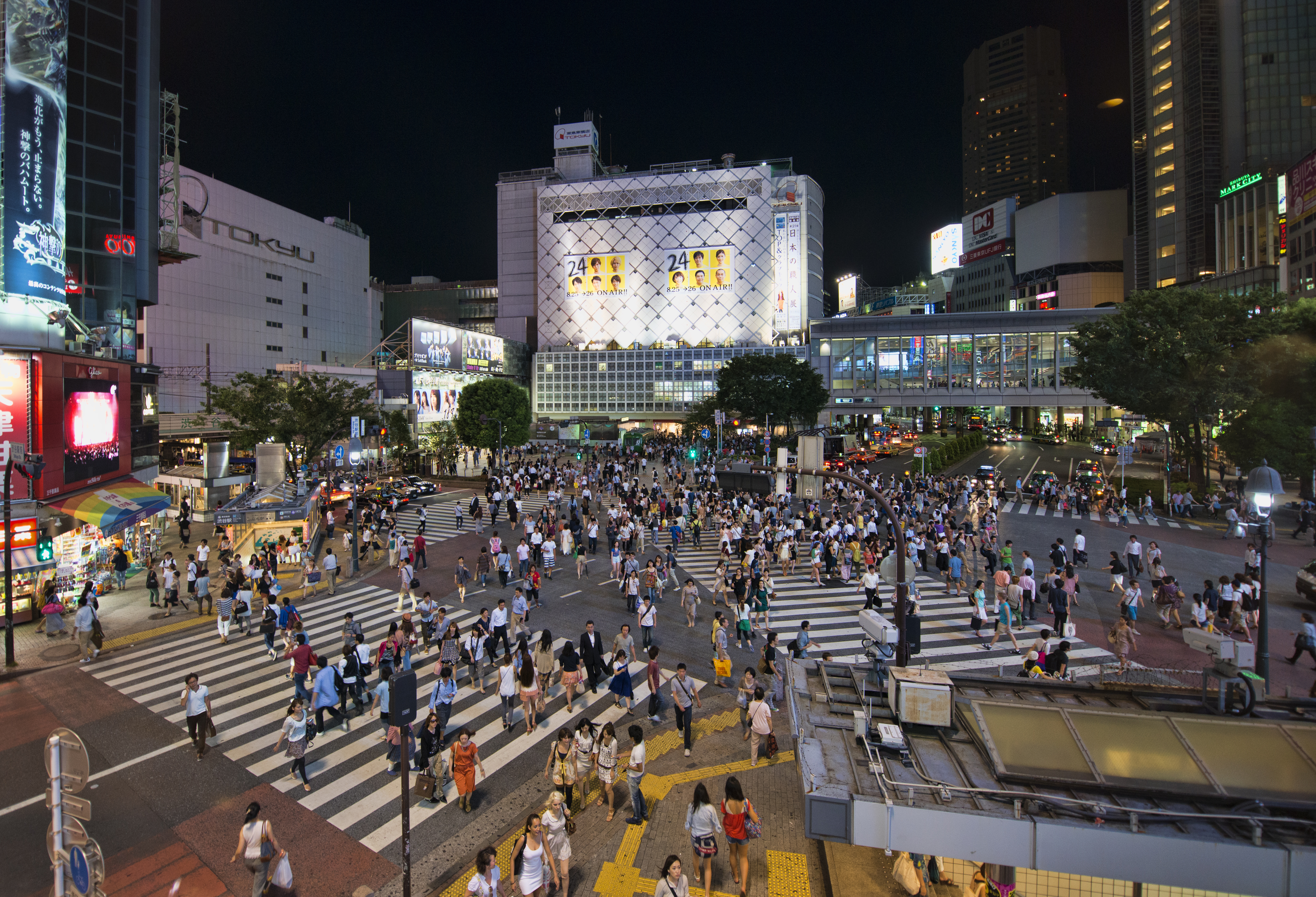
세계에서 가장 붐비는 교차로 중 하나인 일본 도쿄 시부야의 하치코 광장 앞 스크램블 횡단보도.

대각선 횡단보도(對角線 橫斷步道) 또는 X자형 횡단보도(X字形 橫斷步道)는 횡단보도의 일종으로, 사거리 등의 교차로에서 가로세로 방향으로 놓인 횡단보도 외에 대각선 모양으로 가로지르도록 설치된 것을 말한다. 대각선 횡단보도가 설치된 곳은 신호등의 신호가 바뀌면 모든 차량 통행을 일시 정지시켜 보행자들이 어느 방향으로든 동시에 건너갈 수 있도록 한다. 이때 보행자들이 뒤섞여 지나가는 모습을 따와 스크램블 교차점 (scramble intersection)이라고도 부르며, 이는 일본과 캐나다에서 주로 부르는 명칭이다. 영국에서는 X자형 횡단 (X' Crossing), 미국에서는 대각선 횡단 (diagonal crossing)이라 부른다.
1940년대 말 미국과 캐나다에서 처음 생겨났으나, 보행자보단 차량 통행을 우선해야 한다는 교통공학자들의 의견으로 조금씩 모습을 감췄다. 당시 보행자 통행이 차량 통행보다 우선시되던 경우는 교통 통제 시간에 한하였으며, 나머지 시간대에는 차량이 우선이었다. 그러나 최근 들어서는 보행자의 편의와 안전을 추구하는 데 큰 도움이 된다는 점이 재조명받아 대한민국을 비롯한 여러 국가에 설치되고 있는 추세이다.

## 나라별 설치 현황

### 대한민국
대한민국의 경우 타 국가에 비해 대각선 횡단보도가 보편화되어 있지는 않다. 하지만 서울특별시와 수도권, 그리고 그밖의 지방 도시를 중심으로 대각선 혹은 X자 횡단보도의 설치가 증가하는 추세이다.
언론 보도에 따르면 대한민국에서 가장 오래된 대각선 횡단보도는 지난 1984년 서울특별시 동대문구 용두동 오스카 극장앞 삼거리 (현 성바오로병원 교차로)에 설치된 것이다. 이후 이곳의 횡단보도가 보행자의 편의를 돕는 데 효과가 좋다고 인식되면서 1994년 7월경에는 중구 명보교차로, 마포구 홍대앞 교차로, 강남구 강남구청역 교차로에 대각선 횡단보도가 추가로 설치되었으며, 강남구청역 교차로를 제외한 이들 모두 2017년까지 설치되어 있다.
서울특별시에는 2017년 8월 기준으로 총 217개의 대각선 횡단보도가 설치되어 있다. 주로 왕복 4차로 규모의 작은 도로에만 설치 운영되고 있으나, 향후 2021년까지 8차선 등의 대규모 도로로 그 범위를 넓히고 매년 20여개씩 설치횟수를 늘릴 전망이다. 서울시 다음으로는 인천 (61개), 대구 (28개), 부산 (21개) 등이 가장 많으며, 전국적으로는 759개가 설치되어 있다.

### 일본
일본에서는 대각선 횡단보도가 설치된 교차로를 스크램블 교차점 (スクランブル交差点)이라 부르며, 1969년 구마모토현에 처음으로 설치된 이래 현재 전국에 300여개가 넘게 있을 정도로 흔하다. 일본에서 가장 크고 유명한 스크램블 교차로는 도쿄 시부야역 외부에 있는 횡단보도로 3,000명이 넘는 행인이 한꺼번에 지나가는 진풍경으로 도쿄를 대표하는 명소가 되고 있다. 긴자의 스키야바시 교차로도 도쿄의 대표적인 스크램블 교차로로 꼽힌다.
간사이 지역에도 대각선 횡단보도가 많이 설치되어 있으며 교토역 북쪽 출구 외부에 설치된 X자형 횡단보도가 유명하다. 오사카에서는 도시 남부에 주로 설치되어 있으며 아베노구에 특히 집중되어 있다.

## 같이 보기
- 횡단보도